# Hans Hammer (Ingenieur)
Hans (Otto) Hammer (* 10. Dezember 1924 in Elbing, Ostpreußen; † 8. November 2012 in Aachen) war ein deutscher Ingenieur und Professor für Technische Chemie an der RWTH Aachen.

## Leben
Hans Hammer studierte an der Technischen Universität Berlin, wo er im Jahr 1959 promovierte. Im Jahr 1968 erhielt er die Lehrberechtigung für das Fach Technische Chemie. Nach einer kurzen Zeit in der Industrie bei der Erdölchemie nahm er im Jahr 1972 einen Ruf an die RWTH Aachen an, wo er den Lehrstuhl für Brennstoffchemie und physikalisch-chemische Verfahrenstechnik leitete. Einer seiner Forschungsschwerpunkte war die Untersuchung von Blasensäulenreaktoren.